# Bryony Shaw
Bryony Elisabeth Shaw (Wandsworth, 28 de abril de 1983) es una deportista británica que compitió en vela en la clase RS:X.
Participó en tres Juegos Olímpicos de Verano, obteniendo una medalla de bronce en Pekín 2008, en la clase RS:X, el séptimo lugar en Londres 2012 y el noveno en Río de Janeiro 2016.
Ganó tres medallas en el Campeonato Mundial de RS:X entre los años 2013 y 2016, y cuatro medallas en el Campeonato Europeo de RS:X entre los años 2006 y 2015.

## Palmarés internacional
| \| Juegos Olímpicos \| Juegos Olímpicos \| Juegos Olímpicos \| Juegos Olímpicos \| \| Año \| Lugar \| Medalla \| Clase \| \| ------------------ \| ------------------ \| ----------------- \| ---------------- \| \| 2008 \| Pekín (China) \| Medalla de bronce \| RS:X \| \| Campeonato Mundial \| \| \| \| \| Año \| Lugar \| Medalla \| Clase \| \| 2013 \| Búzios (Brasil) \| Medalla de plata \| RS:X \| \| 2015 \| Al-Mussanah (Omán) \| Medalla de plata \| RS:X \| \| 2016 \| Eilat (Israel) \| Medalla de plata \| RS:X \| \| Campeonato Europeo \| \| \| \| \| Año \| Lugar \| Medalla \| Clase \| \| 2006 \| Alaçatı (Turquía) \| Medalla de plata \| RS:X \| \| 2009 \| Tel-Aviv (Israel) \| Medalla de bronce \| RS:X \| \| 2013 \| Brest (Francia) \| Medalla de plata \| RS:X \| \| 2015 \| Mondello (Italia) \| Medalla de oro \| RS:X \| |                    |                   |       |
| Juegos Olímpicos |                    |                   |       |
| Año | Lugar              | Medalla           | Clase |
| 2008 | Pekín (China)      | Medalla de bronce | RS:X  |
| Campeonato Mundial |                    |                   |       |
| Año | Lugar              | Medalla           | Clase |
| 2013 | Búzios (Brasil)    | Medalla de plata  | RS:X  |
| 2015 | Al-Mussanah (Omán) | Medalla de plata  | RS:X  |
| 2016 | Eilat (Israel)     | Medalla de plata  | RS:X  |
| Campeonato Europeo |                    |                   |       |
| Año | Lugar              | Medalla           | Clase |
| 2006 | Alaçatı (Turquía)  | Medalla de plata  | RS:X  |
| 2009 | Tel-Aviv (Israel)  | Medalla de bronce | RS:X  |
| 2013 | Brest (Francia)    | Medalla de plata  | RS:X  |
| 2015 | Mondello (Italia)  | Medalla de oro    | RS:X  |